# Ambylgnathus iripennis
Ambylgnathus iripennis är en skalbaggsart som beskrevs av Thomas Say. Ambylgnathus iripennis ingår i släktet Ambylgnathus och familjen jordlöpare. Inga underarter finns listade i Catalogue of Life.